# Lucio Papio Pacaziano
Lucio Papio Pacaziano (in latino: Lucius Papius Pacatianus; fl. 308-337) è stato un politico romano di età imperiale, che servì sotto Lucio Domizio Alessandro, Costantino I e Costante I.

## Biografia
Pacaziano, originario probabilmente dell'Italia meridionale, era governatore (vir perfectissumus praeses) in Sardegna nel 308 o 309, sotto l'usurpatore Lucio Domizio Alessandro, che all'epoca contestava il dominio sull'Italia all'imperatore Massenzio. Alessandro fu sconfitto nel 312, ma essendo un alleato di Costantino contro Massenzio, è plausibile che l'aver servito sotto questo usurpatore non abbia danneggiato la carriera di Pacaziano.
Una disposizione contenuta nel Codice teodosiano (xi.7.2) e datata 20 novembre 319 fu indirizzata da Costantino a Pacaziano, all'epoca vicarius della diocesi di Britannia. Segue un periodo in cui non vi è notizia della carriera di Pacaziano, che però dovette essere di un certo rilievo, se il 13 maggio 329 era salito al rango di prefetto del pretorio.
Nel 332 fu console ordinario. Nel maggio 337, alla morte di Costantino, era il più anziano dei cinque prefetti; in seguito entrò a far parte della corte di Costante I. Terminò la sua carriera prima del 341.